# Nieszawa (województwo lubelskie)

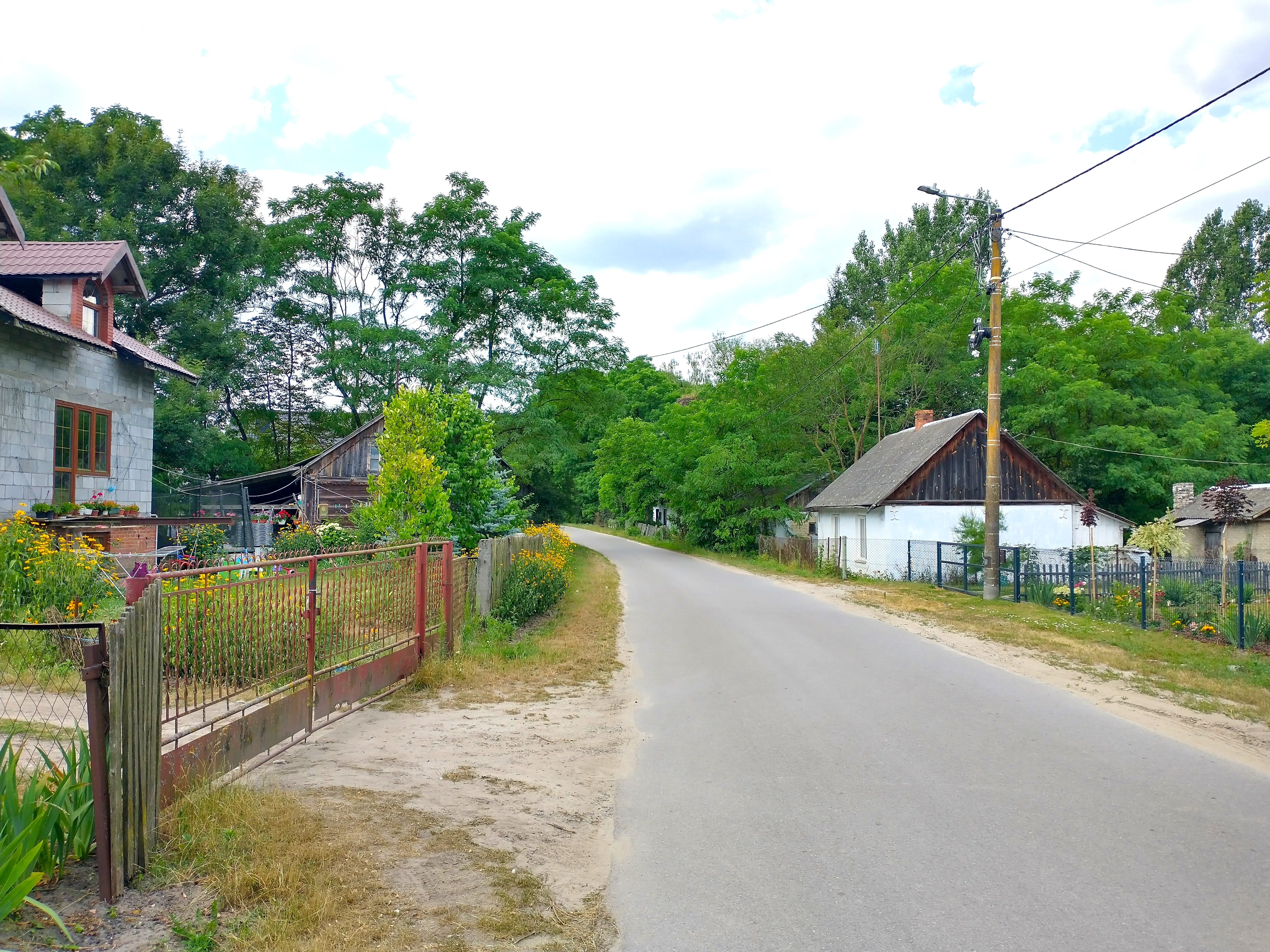
Starsze zabudowania Nieszawy

Nieszawa – wieś w Polsce położona w województwie lubelskim, w powiecie opolskim, w gminie Józefów nad Wisłą.
Wieś szlachecka  położona była w drugiej połowie XVI wieku w powiecie urzędowskim województwa lubelskiego. 
Wieś jest sołectwem w gminie Józefów nad Wisłą.
W latach 1975–1998 miejscowość administracyjnie należała do ówczesnego województwa lubelskiego.

## Części wsi
| SIMC    | Nazwa    | Rodzaj    |
| ------- | -------- | --------- |
| 0382160 | Wymysłów | część wsi |

## Historia
Wieś notowana w początkach XV wieku. W roku 1409 pod nazwą Maschow, 1425 „Moschow”, 1426 „Mazou”, 1429 Meschow, 1442 Myschowa, 1448 Missow, Messow, 1458 Nyeschow, 1459 Myeschow, 1466 Maszawa, 1469 Nyoschowa, 1488 Myeschow, 1529 Nyessowa. Nyessowice. Wieś historycznie położona w powiecie urzędowskim, parafii Rybitwy.
W roku 1428 wymienia się tu jezioro zwane Moschowsky. Nieszawa graniczyła początkowo w roku 1425 z Mazanowem i Popowem. W roku 1448 z Mazanowem i Basonią. Zaś w 1449 z Boiskami i Chruśliną.
Była to własność szlachecka Jakuba zwanego Gutto herbu Luba, który dzierżył tę wieś w latach 1409–1418
po nim latach 1425–1429 Goworek zwany Gutto. W roku 1428 w działach występuje Małgorzata Goworkowa. W roku 1442 dziedzicami byli: Piotr, 1443 Wojciech, 1444-59 także Wilam i Pawłowski z Mazanowa. W roku 1455 w aktach ziemskich pojawia się Jakub z Nieszawy herbu Lubicz. Około 1488 miał miejsce dział między braćmi Ossolińskimi, Nieszawa, a także Bassonia przysługuje Prokopowi.
W latach 1531–1533 według rejestrów poborowych pobór liczony był łącznie z Basonią Prokopa Ossolińskiego lub jego zstępnych.
Dziesięciny snopowe w roku 1529 z pewnych ról folwarcznych i 2 kmieci wartości 1 grzywny oddawano plebanowi, z pewnych ról w wymiarze 21 groszy biskupowi.
Nieszawa w wieku XIX stanowiła wieś i folwark położone nad rzeką Wisłą w ówczesnym powiecie nowoaleksandryjskim, gminie Józefów, parafii Rybitwy. Wieś leży w nizinie nadwiślańskiej, nad łachą wiślaną, w roku 1882 posiadała 179 mieszkańców. Nieszawa z attynencjami Poczesne, Studzinko i Mariampol, wchodziło w skład dóbr Józefów.